# Lepidodexia cognata
Lepidodexia cognata är en tvåvingeart som först beskrevs av Walker 1853.  Lepidodexia cognata ingår i släktet Lepidodexia och familjen köttflugor. Inga underarter finns listade i Catalogue of Life.